# Jomala
Jomala (em finlandês: Ahvenanmaa) é o segundo município mais povoado do território autónomo finlandês das Ilhas Alanda. Tem um população de 4 859 (2018) e uma área de 687,05 km² dos quais 544,6 km² são superfície aquática. A densidade populacional é de 28,25 habitantes por quilómetro quadrado. A língua maioritária e oficial do muncípio é o sueco. Alberga o aeroporto de Mariehamn (capital das Ilhas Alanda) e a reserva natural de Ramsholmen.

## Galeria

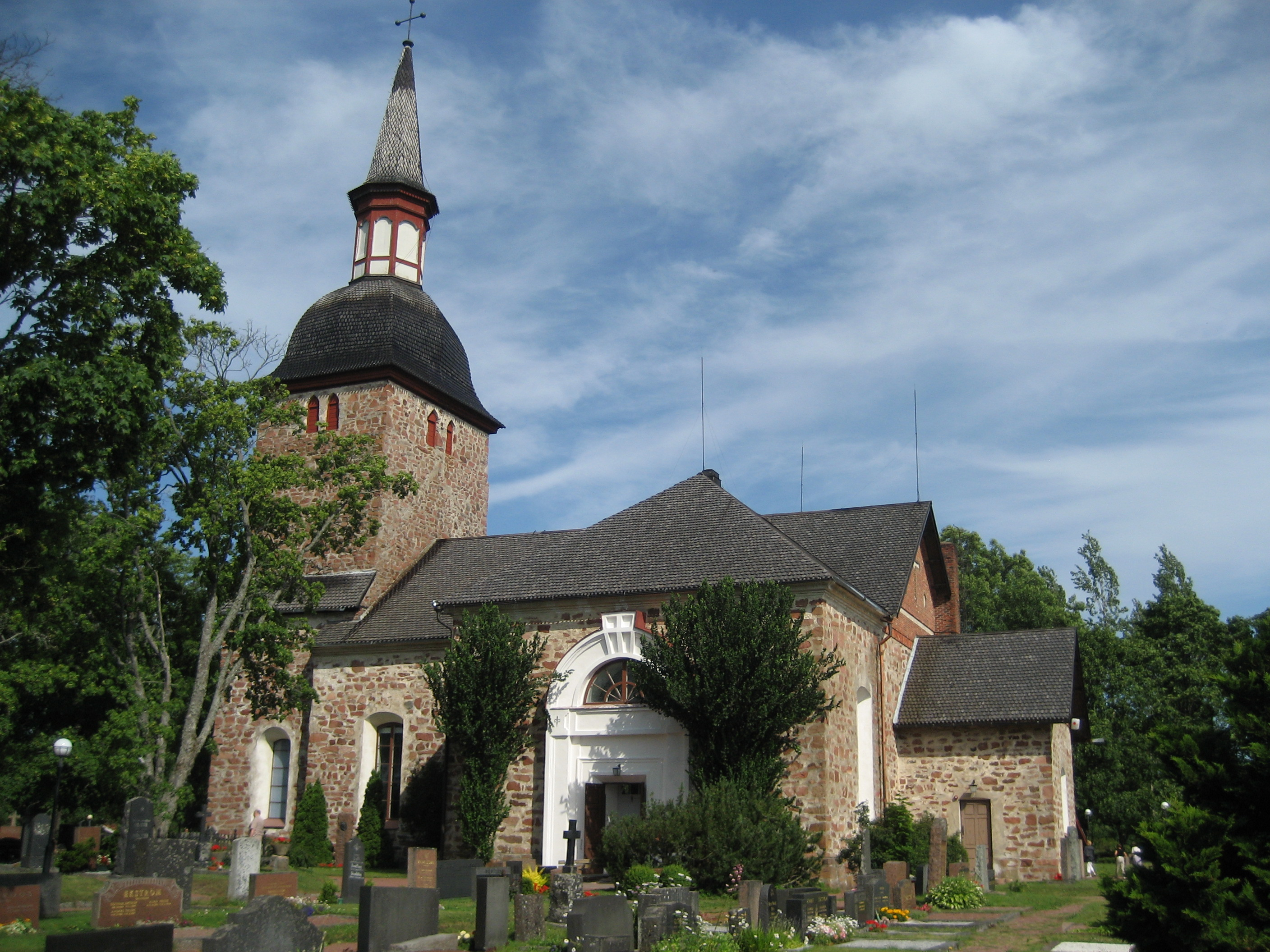
Igreja de Jomala (séc. XIII)
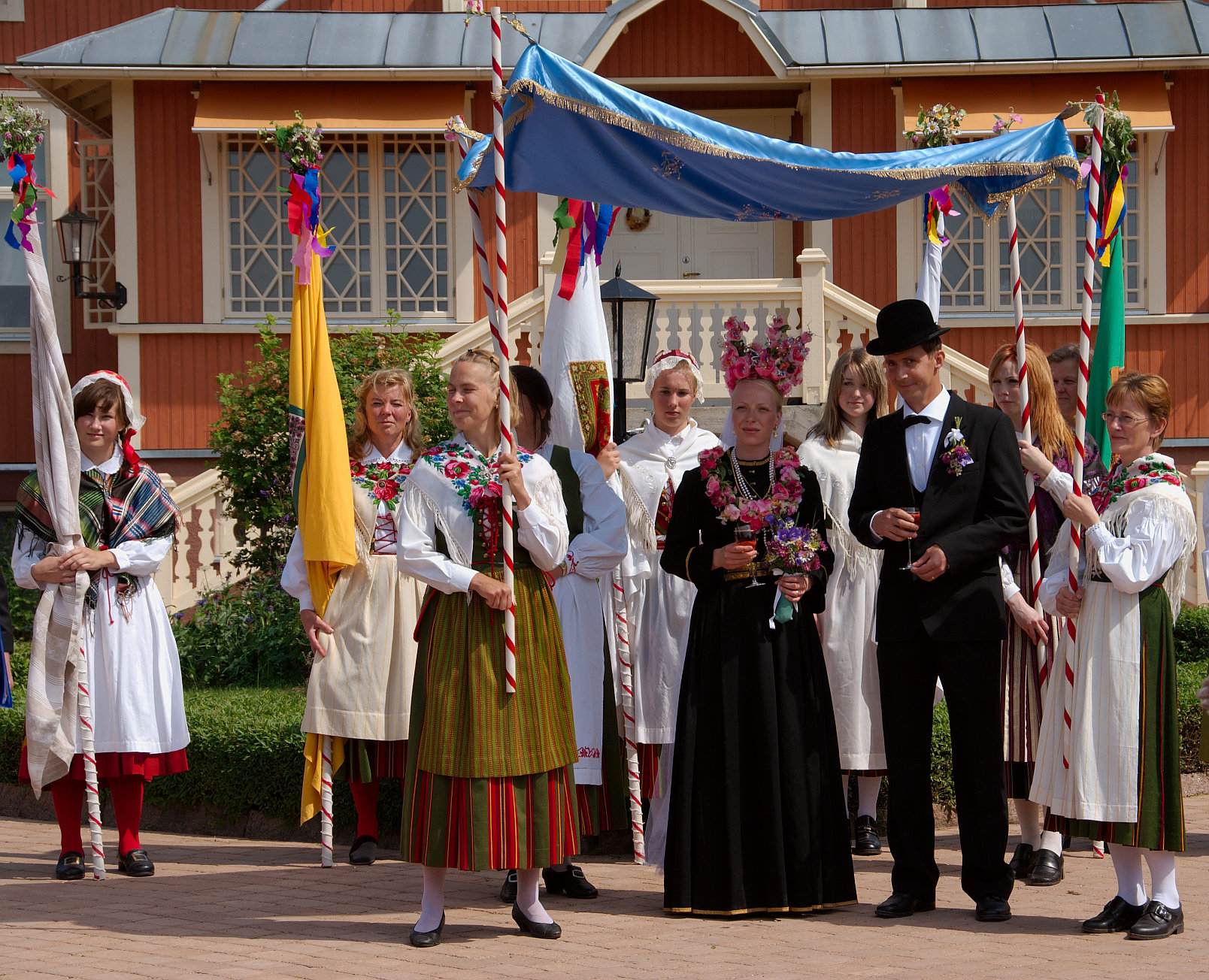
Casamento campesino em Jomala
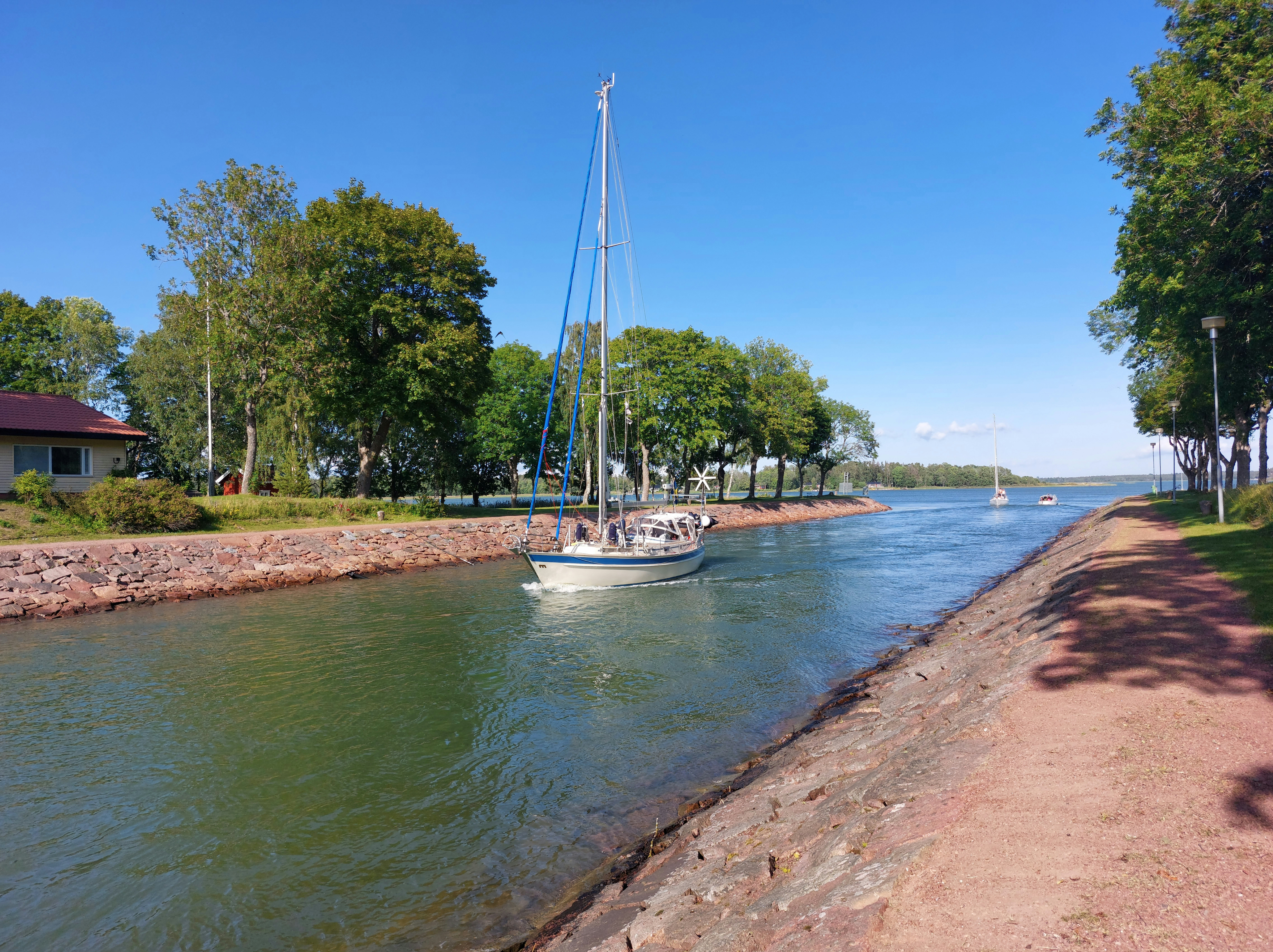
Canal de Lemström